# Schleuse Kembs-Niffer

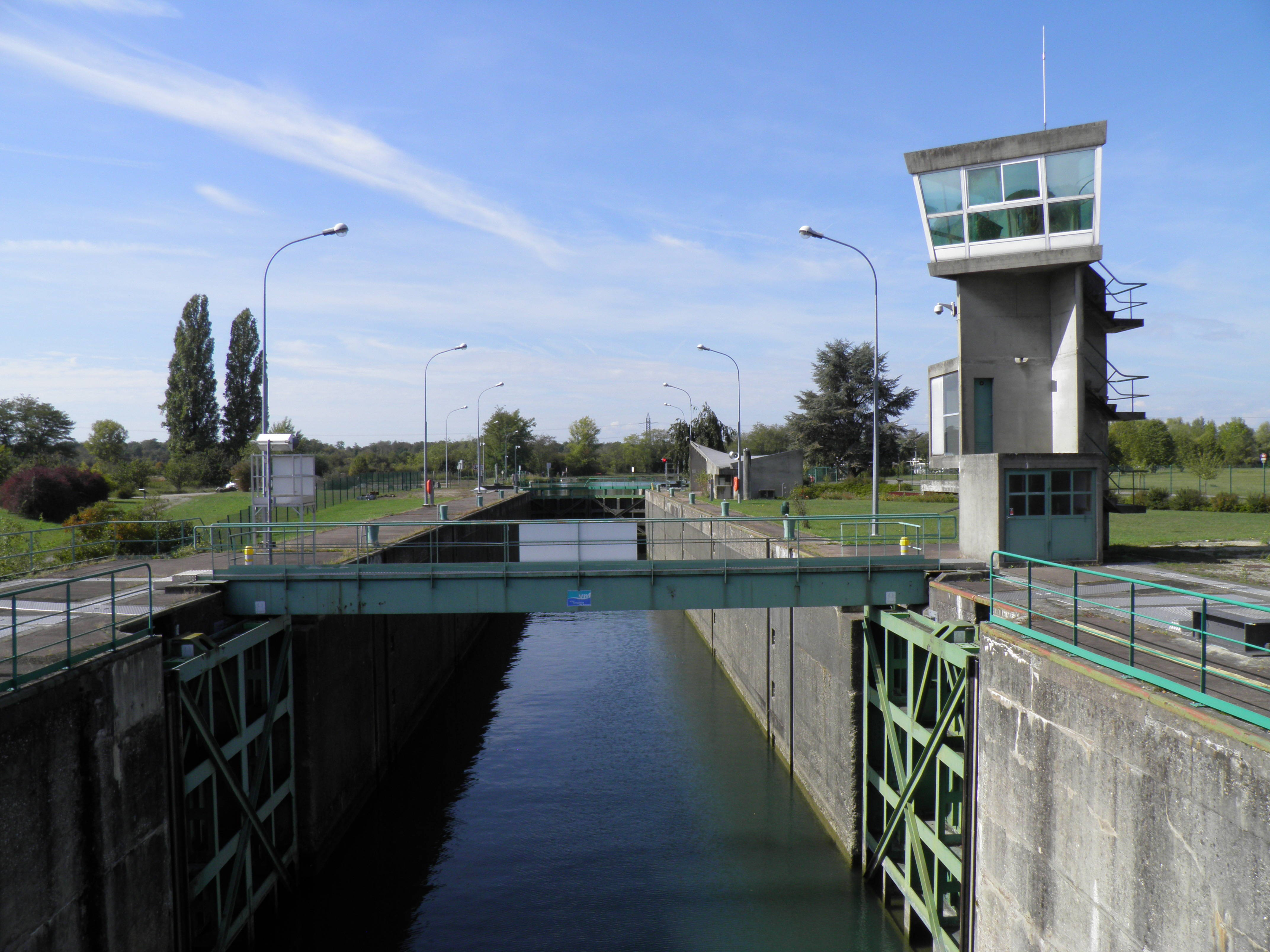
Schleuse mit Kontrollturm

Das Verwaltungsgebäude

Die Schleuse Kembs-Niffer (französisch Écluse de Kembs-Niffer) liegt im Oberelsass, am östlichen Ende des Rhein-Rhône-Kanal an dessen Übergang in den Rheinseitenkanal. Eigentümerin ist die staatliche Wasserstraßenverwaltung Voies navigables de France. Zwei Betriebsgebäude der Schleuse wurden vom Architekten Le Corbusier entworfen; sie stehen seit 2005 als Monument historique unter Denkmalschutz.

## Geschichte
Bis 1961 besaß der Rhein-Rhône-Kanal östlich von Mülhausen zwei Verbindungen zum Rhein: den eigentlichen Ostabschnitt des Kanals, der nordöstlich führend im Raum Straßburg den Rhein erreichte, sowie eine südliche, den Canal de Huningue. Dieser führte zunächst in südöstlicher Richtung, bis er in der Gegend der Gemeinde Niffer bis auf wenige hundert Meter dem Strom nahekam. Ab da führte er parallel zum Fluss rheinaufwärts, um nahe der namengebenden Gemeinde Huningue über eine Schleuse zum Rhein den Anschluss in Richtung Basel herzustellen. 1959 wurde der Rheinseitenkanal bis Breisach fertiggestellt. Damit bestanden im südlichen Elsass zwei weitgehend parallele Wasserstraßen.
Der französische Staat plante eine Neuordnung des Kanalnetzes, bei der Teile der alten Kanäle stillgelegt werden sollten, aber die Verbindung vom Rhein zur Rhône erhalten bleiben sollte. Hierzu sollte der nordwestliche Teil des Canal de Huningue genutzt werden und bei den Gemeinden Kembs und Niffer über eine Schleuse an den Rheinseitenkanal angebunden werden. Staatlicherseits war zunächst der Bau einer 40,5 Meter langen und 6,0 Meter breiten Schleuse geplant, was den anderen Schleusen des Rhein-Rhône-Kanals entsprach, die für die als Péniche, Flamländer oder Spits bezeichneten Lastkähne der Freycinet-Klasse ausgelegt sind.
Unabhängig von den staatlichen Vorstellungen verfolgte die Stadt Mülhausen Pläne, die auf den Ingenieur René Koechlin zurückgingen und vorsahen, im Osten der Stadt einen Hafen für Rheinschiffe einzurichten. Man einigte sich darauf, eine Zufahrt zum Hafen zu errichten, die für Europaschiffe geeignet war. Hierzu wurde der nordwestliche Teil des Canal de Huningue verbreitert und vertieft sowie in Kembs/Niffer eine 85 Meter lange und 12 Meter breite Schleusenkammer gebaut. Die Fallhöhe der Schleuse beträgt je nach Wasserstand im Rheinseitenkanal zwischen 4,87 und 7,17 Meter. Die Mehrkosten in Höhe von gut 1 Millionen Franc übernahm die Stadt Mülhausen, die dortige Handelskammer und das Département Haut-Rhin. Der südliche Teil des Canal de Huningue wurde für die Schifffahrt geschlossen, ebenso der Nordostteil des Rhein-Rhône-Kanals. Beide blieben aber als Speisekanäle erhalten, da sie für die Wasserversorgung anderer Gewässer notwendig sind.
Die Außengebäude wurden von dem französisch-schweizerischen Architekten Le Corbusier konzipiert. Dieser entwarf zwei Objekte: einen Beobachtungs- und Kontrollturm sowie ein Verwaltungs- und Zollgebäude. Am Turmschaft befinden sich zwei versetzt übereinanderstehende, würfelartige, geschlossene Räume. Obenauf sitzt der im Grundriss eines gleichschenkeligen Dreiecks konstruierte Kontrollraum, erreichbar durch eine außenliegende Treppe. Das Dach des Dienstgebäudes ist in der Form einer hyperbolischen Paraboloidschale gestaltet, die Außenwände aller Bauten sind in Sichtbeton gehalten. Erste Gespräche zwischen Le Corbusier und den Auftraggebern fanden im Frühjahr 1960 statt, im April 1961 wurde die Schleuse im Beisein des damaligen französischen Wirtschafts- und Finanzministers Wilfrid Baumgartner offiziell eingeweiht. Zu diesem Zeitpunkt war von den beiden Gebäuden nur der Kontrollturm fertiggestellt. Die Bauarbeiten wurden im Folgejahr 1962 abgeschlossen.

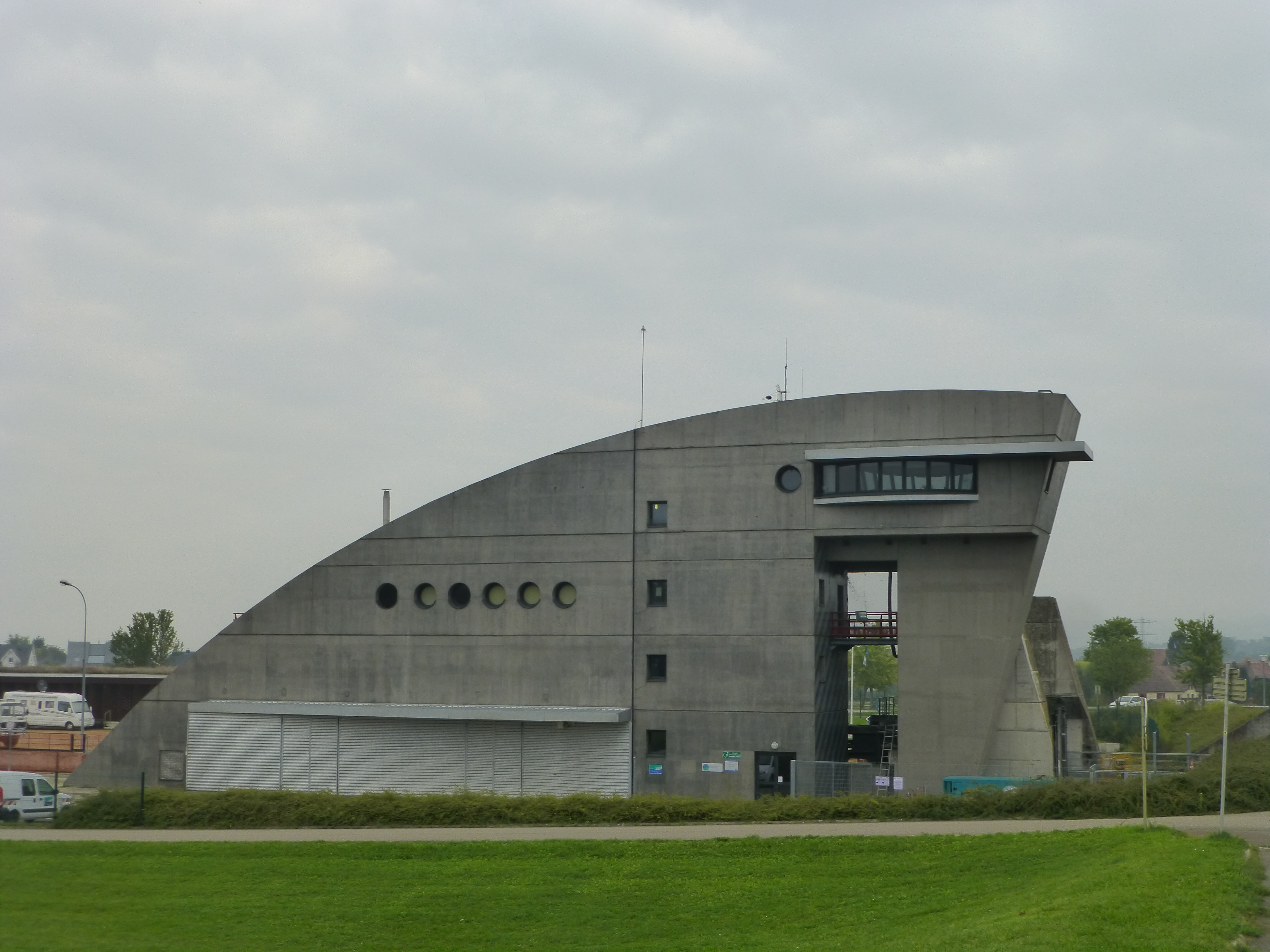
Büro- und Werkstattgebäude der VNF an der Schleuse von 1995

Nachdem mehrfach Versuche gestartet worden waren, den Rhein-Rhône-Kanal für größere Schiffe auszubauen, konnte in den 1990er Jahren erreicht werden, dass der Abschnitt zwischen Mülhausen und dem Rhein für Schubverbände ausgebaut wurde. Hierfür wurde rund 500 Meter weiter nördlich eine 190 Meter lange und 12 Meter breite Schleuse gebaut. Da diese auf dem Gebiet der Gemeinde Niffer lag, erhielt sie den Namen Schleuse Niffer (französisch Écluse de Niffer), sie ging 1995 in Betrieb. In der Gegenwart sind beide Schleusen in Betrieb. Die alte Schleuse wird von der neuen Schleuse aus ferngesteuert und wird vor allem in den Sommermonaten zur Schleusung von Sportbooten genutzt.

## Renovierung
Mit der Außerbetriebnahme im Jahr 1995 haben die Voies Navigables de France (VNF) die Wartung der Gebäude fast völlig eingestellt. Sie werden lediglich im Winter leicht beheizt. Das forderte unweigerlich Tribut. Die Außentreppe des Schleusenwärterturms zeigt überall großflächige Abplatzungen, rostende Armierungen liegen stellenweise frei. Auch an Dach und Wänden des Verwaltungsgebäudes zeigen sich unübersehbare Risse. Seit 2005 sind die Gebäude denkmalgeschützt und die VNF ist sich der architektonischen Bedeutung wieder bewusst geworden.
Daher soll eine Renovierung in Angriff genommen werden, deren Kosten auf etwa eine Million Euro geschätzt wird. Alle Gebäudeteile sollen wieder in den Originalzustand versetzt werden. Durch Instandhaltungsarbeiten während der Betriebszeit wurden die meisten der originalen Schreinerarbeiten ersetzt. Beispielsweise wurden die hölzernen Rahmen der markanten Fenster an der Kabine des Schleusenwärters gegen pflegeleichte Aluminiumrahmen ausgetauscht.
Nach Abschluss der Renovierungsarbeiten sollen die Gebäude als Museum und Veranstaltungsraum auch erstmals öffentlich zugänglich gemacht werden. Die VNF gehen davon aus, dass das Ende 2023 der Fall sein wird.